# Oxypolis
Oxypolis là chi thực vật có hoa trong họ Apiaceae.